# 反恐中心城市
反恐中心城市是中华人民共和国政府认定受恐怖袭击威胁较大的城市，目前列为反恐中心城市的有：北京、上海、天津、武汉、广州、沈阳、重庆。